# Hippodamia notata
Hippodamia notata is een keversoort uit de familie lieveheersbeestjes (Coccinellidae). De wetenschappelijke naam van de soort is voor het eerst geldig gepubliceerd in 1781 door Laicharting.